# Гълъбовци
Гълъбовци е село в Западна България, Софийска област, община Сливница.

## География
Село Гълъбовци се намира в планински район. През селото минава река, която разделя равнинната от високата част.

## Забележителности
Всяка година на 28 август в село Гълъбовци се провежда „събор“, който е празник на селото.
Селото се слави с чистия си въздух, което го прави предпочитано място за отдих и подходящо за лечение на хора, страдащи от проблеми на дихателните пътища. Открити са археологически находки от праисторическата епоха само на 2,5 км на юг.
Иконостасът на храма „Успение Богородично“ е дело на дебърски майстори от рода Филипови.

## Други
В селото има 2 къщи за гости. „Пеклюк“, освен стаи и бунгала за гости, притежава и рибарник, който е на разположение на гостите. Бунгалата, дворът и къщичките са построени и аранжирани в стар стил. Къща за гости „ВИП“ е модерно строителство, притежава басейн.
В селото е разположен модерен атракционен спортен комплекс ВЛВ Спорт. Той притежава модерен басейн, плаж, футболно игрище, детска площадка и др.
От селото започва Екопътека „Пеклюк“, преминава велоалея.
В Гълъбовци работи оранжерия за цветя и зеленчуци „Цвети Цвет“, която произвежда, освен традиционни зеленчуци и цветя, също и много видове екзотични цветя.